# Ege Tanman
Ege Tanman (* 26. Februar 1998 in Bursa) ist ein türkischer Schauspieler und ehemaliger Kinderdarsteller.

## Leben und Karriere
Ege Tanman wurde am 26. Februar 1998 in Bursa geboren. Sein Debüt gab er 2002 in der Fernsehserie Kınalı Kar. Seine erste Hauptrolle bekam er 2005 in dem Film Babam ve Oğlum. 2008 spielte er in dem Film Çocuk die Hauptrolle. Von 2007 bis 2010 war Tanman in der Serie Bez Bebek zunsehen. Zwischen 2011 und 2013 wurde er für die Serie Leyla ile Mecnun gecastet. Anschließend trat Tanman 2014 in Bende Özledim auf. 2021 kehrte er zu seiner Rolle in Leyla ile Mecnun zurück.

## Filmografie
Filme
- 2004: Yusufçuk
- 2005: Kandil
- 2005: Babam ve Oğlum
- 2007: Çocuk
- 2009: Beş Şehir

Serien
- 2002: Kınalı Kar
- 2002: Sır Kapısı
- 2004–2006: Büyük Buluşma
- 2005: Kezban Yenge
- 2006: Sev Kardeşim
- 2006: Acemi Cadı
- 2007: Bez Bebek
- 2011–2013, seit 2021: Leyla ile Mecnun
- 2012: İbreti Ailem
- 2012: Şubat
- 2014: Bende Özledim